# Fates
Albums de Erik Mongrain
Les Pourris de talent Equilibrium

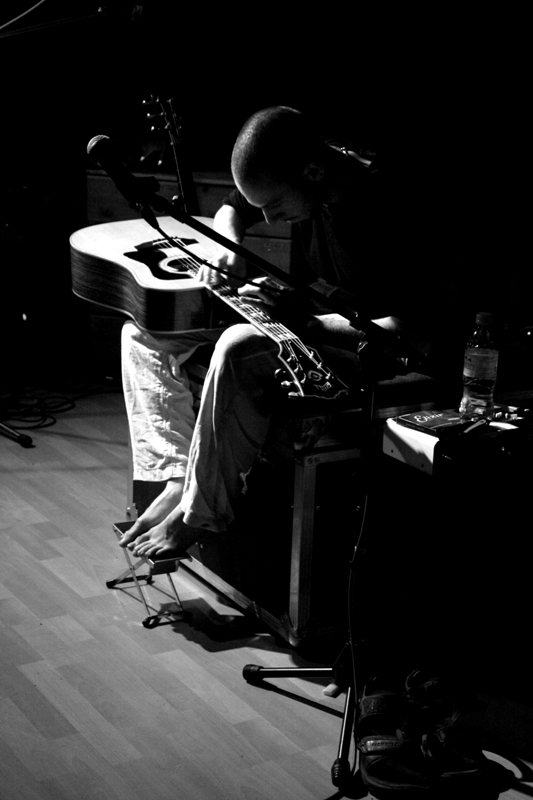
Erik Mongrain live à Stuttgart en Allemagne

Fates est le premier album du guitariste québécois Erik Mongrain. Sorti en décembre 2006 sur son site Web et en juin 2007 pour la sortie physique, il contient des pièces incontournables de l'artiste, telles que AirTap!, PercussienFa, I Am Not, Fusion ou La Dernière Pluie. Ce premier album avec comme producteur Serge Fiori, restera une innovation en matière de sonorité et de technique de tapping.
La pochette de l'album fait référence au fou d'un jeu d'échecs, dessiné par Yan Mongrain, frère du guitariste.

## Crédits
Serge Fiori, Harris Shper et Marc Girard ont également participé à l'album.

## Listes des pistes
| No  | Titre                          | Durée |
| --- | ------------------------------ | ----- |
| 1.  | PercussienFa ? Extrait [Fiche] | 3:53  |
| 2.  | Fates ? Extrait [Fiche]        | 4:59  |
| 3.  | La Dernière Pluie              | 3:14  |
| 4.  | Fusions ? Extrait [Fiche]      | 3:24  |
| 5.  | Géométrie D'une Erreur         | 4:40  |
| 6.  | Mais Quand? ? Extrait [Fiche]  | 4:41  |
| 7.  | AirTap! ? Extrait [Fiche]      | 3:48  |
| 8.  | Confusion #8                   | 3:27  |
| 9.  | Interprétations                | 4:17  |
| 10. | I Am Not                       | 5:29  |

## Traduction et signification des pistes
(tiré du livret CD, écrit par la main d'Erik)

1. PercussienFa (Neologisme « Percussion en Fa ») 
Nulle explication ni raison, seulement percussions de joies, de découvertes et d'improvisations d'une structure musicale choisie!
2. Fates (de l'anglais : Destins)
Je ne crois pas au destin, la chance n'existe pas. Tout me semble synchronie. Rien n'arrive pour rien, tout a un but, même la plus petite des choses! Ma vision du moins, pas nécessairement la vôtre! Voici donc mon ode à cette synchronie qu'est la vie.
3. La dernière pluie
J'aime la pluie, je suis un fou de pluie. J'ai imaginé ce que serait un dernier jour sur Terre, avec une dernière pluie!
4. Fusions
Un scénario utopique! Deux êtres qui se rencontrent un jour de canicule, au centre d'une foule animée. Ils s'entrevoient, fusionnent du regard... et qui s'éloignent de par les mouvements de la masse.
5. Géométrie d'une erreur
Une belle erreur de jugement du cœur. Combien pouvons-nous être hâtif quand il s'agit de passion!
6. Mais Quand?
Un proverbe dit : « On récolte ce que l'on sème. » Et moi de répondre : « Mais quand? »
7. AirTap!
St-Sebastian, Espagne, 9 heures am. Assis sur des escaliers de pierre, sous l'ombre d'un arbre. Un soleil pur se faufilant à travers les feuilles, dessinant fresques de lumières. Mon café à ma gauche et ma guitare sur mes genoux. C'est la joie au cœur, que ces mélodies sont venues à moi. Et j'ai joué!
8. Confusion #8
Il y a plusieurs types de confusions. Trites ou grises, frénétiques ou joyeuses. En voici une de mon vécu. Une confusion à n'en plus savoir où donner de la tête, chaque choix semblant le bon, mais peut-être le mauvais. Pour finalement ne rien choisir!
9. Interprétations
L'ampleur que peut créer une interprétation, bonne ou fausse.
10. I am not
Questionnement irrationnel et sans raison apparente qui m'a assailli soudainement, comme si possédé par une quelconque force. Un combat mental avec une voix qui vous dit tout le contraire de ce que vous avez toujours été!